# Alkemeyer Commercial Buildings
Los Alkemeyer Commercial Buildings son un par de edificios comerciales ubicados en 19 y 23 Court Street en el centro de Cincinnati (Estados Unidos).

## Descripción e historia
Construidos en 1879, estos dos edificios de ladrillo de cuatro pisos son las estructuras más prominentes a lo largo de la calle Court, cerca de su intersección con la calle Vine. Los edificios se han empleado para una variedad de propósitos a lo largo de su historia, que incluyen sombrerería, tiendas que venden ropa y productos secos, y apartamentos.
El The Lotze Building, ubicado en 19 Court, fue diseñado por William Walter, un destacado arquitecto de Cincinnati, para sus herederos del inventor Adolphus Lotze. Una estructura de estilo italianizanteconstruida entre 1879 y 1880, este edificio se utiliza hoy en día con fines residenciales. El edificio adyacente en 23 Court es una estructura Reina Ana de mayores proporciones.
En 1980, los Alkemeyer Buildings se incluyeron juntos en el Registro Nacional de Lugares Históricos. Debido a su importancia en la historia local y a su arquitectura de importancia histórica, los edificios se incluyeron juntos en el Registro Nacional de Lugares Históricos el 9 de diciembre de 1980. 